# Legon Cities Football Club
Il Legon Cities Football Club è una società calcistica ghanese con sede nella città di Wa. Milita nella Ghana Premier League, la massima divisione del campionato ghanese. La squadra gioca le partite casalinghe allo Wa Sports Stadium.

## Storia
La società fu fondata nel gennaio 2006. Partecipa alla Ghana Premier League e gioca le partite casalinghe allo Wa Sports Stadium, nella città di Wa.

## Stadio
Lo Wa All Stars Football Club fin dall'anno in cui fu fondata la società, il 2006, disputa le proprie partite casalinghe allo Wa Sports Stadium.
Da sempre, questo stadio contiene 5 000 posti a sedere.

## Palmarès

### Competizioni nazionali
- Ghana Premier League: 1

2016

## Rosa 2010
| N. |                    | Ruolo | Calciatore        |
| -- | ------------------ | ----- | ----------------- |
|    | Ghana (bandiera)   | P     | Robert Dabuo      |
|    | Ghana (bandiera)   | P     | David Dadzie      |
|    | Ghana (bandiera)   | P     | Philipp Owusu     |
|    | Ghana (bandiera)   | D     | Joshua Otoo       |
|    | Ghana (bandiera)   | D     | Livingstone Logoh |
|    | Ghana (bandiera)   | D     | Joshua Tijani     |
|    | Ghana (bandiera)   | D     | Ebenezer Adjei    |
|    | Ghana (bandiera)   | D     | Yaw Mireku        |
|    | Camerun (bandiera) | D     | Hambali Abidina   |
|    | Ghana (bandiera)   | D     | Najau Issah       |
|    | Ghana (bandiera)   | C     | Daniel Coffie     |
|    | Ghana (bandiera)   | C     | Seidu Zida        |

| N. |                    | Ruolo | Calciatore         |
| -- | ------------------ | ----- | ------------------ |
|    | Ghana (bandiera)   | C     | Samuel Norgbey     |
|    | Ghana (bandiera)   | C     | Bright Addae       |
|    | Ghana (bandiera)   | C     | Francis Mantey     |
|    | Ghana (bandiera)   | C     | Alex Aryee         |
|    | Nigeria (bandiera) | C     | Michael Abiodun    |
|    | Camerun (bandiera) | C     | Hamidu Bankunyelle |
|    | Ghana (bandiera)   | C     | Frank Sowah        |
|    | Ghana (bandiera)   | A     | Charles Duah       |
|    | Ghana (bandiera)   | A     | Benjamin Tufuor    |
|    | Ghana (bandiera)   | A     | Kwame Nsor         |
|    | Ghana (bandiera)   | A     | Isaac Ofori        |
|    | Ghana (bandiera)   | A     | Safo Gyamfi        |

## Stagioni
- 2015-2016